# Montee Ball
Montee Ball, född 5 december 1990 i McPherson i Kansas, är en amerikansk utövare av amerikansk fotboll (running back) som spelade för Denver Broncos i NFL 2013–2014. Ball spelade collegefotboll för Wisconsin Badgers och han draftades 2013 av Denver Broncos i andra omgången.